# تود وودبريدج
تود وودبريدج (بالإنجليزية: Todd Woodbridge) مواليد 2 أبريل 1971 في سيدني، نيوساوث ويلز، أستراليا، هو لاعب كرة مضرب أسترالي سابق كان يلعب باليد اليمنى بدأ مسيرته كمحترف عام 1988، اعتزال اللعب في 2005.

## روابط خارجية
- تود وودبريدج على موقع رابطة محترفي التنس (الإنجليزية)
- تود وودبريدج على موقع الاتحاد الدولي لكرة المضرب (الإنجليزية)
- تود وودبريدج على موقع كأس ديفيز (الإنجليزية)
- تود وودبريدج على موقع قاعة مشاهير كرة المضرب الدولية (الإنجليزية)
- تود وودبريدج على موقع اتحاد التنس الأسترالي (الإنجليزية)
- تود وودبريدج على موقع خلاصة التنس.كوم (الإنجليزية)
- تود وودبريدج على موقع إي إس بي إن.كوم (الإنجليزية)
- تود وودبريدج على موقع أوليمبيديا (الإنجليزية)
- تود وودبريدج على موقع اللجنة الأولمبية الأسترالية (الإنجليزية)
- تود وودبريدج على موقع قاعة أستراليا للمشاهير الرياضية (الإنجليزية)